# Förfarandet vid alltför stora obalanser
Förfarandet vid alltför stora makroekonomiska obalanser är ett förfarande som inleds om en medlemsstat inom Europeiska unionen har alltför stora makroekonomiska obalanser. Förfarandets rättsliga grund utgörs av en av unionsakterna i sexpacket, som antogs som en motåtgärd till den ekonomiska krisen i början av 2010-talet.